# Земля Санникова
Земля́ Са́нникова (Санникова земля) — «остров-призрак», расположенный севернее Новосибирских островов в Северном Ледовитом океане, который якобы видели некоторые исследователи в XIX веке, в том числе Яков Санников.

## Свидетельства и поиски

### Гипотеза Якова Санникова
Впервые о Земле Санникова как об отдельном массиве суши сообщил в 1810 году добывавший песцов и мамонтовую кость на северных берегах Новосибирских островов купец-зверопромышленник Яков Санников, опытный полярный путешественник, ранее открывший острова Столбовой (1800) и Фаддеевский (1805). Он высказал мнение о существовании «обширной земли» к северу от острова Котельного. По словам охотника, над морем поднимались «высокие каменные горы».
Другим свидетельством в пользу существования обширных земель на севере стали многочисленные наблюдения за перелётными птицами — полярными гусями и прочими, весной улетающими дальше на север, а осенью возвращающимися с потомством. Так как птицы не могли обитать в ледяной пустыне, то высказывались предположения, что расположенная на севере Земля Санникова относительно тепла и плодородна, и птицы летят именно туда. Однако возникал очевидный вопрос: как севернее пустынного побережья Евразии могут располагаться плодородные земли?
Подтверждение или опровержение существования Земли Санникова было сопряжено со значительными трудностями. Новосибирские острова находятся возле самой границы постоянной северной ледяной шапки: даже в тёплые годы океан в окрестностях островов доступен для навигации два-три месяца в году, поздним летом и ранней осенью; в холодные годы острова могут оставаться скованными льдами всё лето. Гипотетическая новая земля на расстоянии нескольких сотен километров от Новосибирских островов могла быть скована льдами непрерывно на протяжении десятилетий. Полярная ночь, продолжающаяся в этих широтах около четырёх месяцев, исключала всякие возможности исследований с ноября по март.
Большая часть экспедиций, исследовавших регион в XIX веке, совершалась на собачьих упряжках в весенние месяцы; попытки добраться до Земли Санникова на собачьих упряжках (в том числе Санниковым в 1810—1811 и Анжу в 1824 году) зачастую прерывались торосами и полыньями.

### Экспедиция Эдуарда Толля
Именно на поиски Земли Санникова были нацелены арктические экспедиции барона Э. В. Толля, убеждённого в существовании Арктиды — северного полярного континента, побережье которого, по его мнению, и наблюдал Яков Санников. 13 августа 1886 года Толль записал в своём дневнике:

Горизонт совершенно ясный. В направлении на северо-восток ясно увидели контуры четырёх столовых гор, которые на востоке соединились с низменной землёй. Таким образом, сообщение Санникова подтвердилось полностью. Мы вправе, следовательно, нанести в соответствующем месте на карту пунктирную линию и написать на ней: «Земля Санникова»…

Толль нанес гипотетический остров на карту с координатами 77°30′ с. ш. 142°20′ в. д..
Впрочем, по другим данным, координаты острова, определенные Толлем, составили 77°05′ с. ш. 140°14′ в. д..
В 1893 году Толль вновь наблюдал на горизонте полоску гор, которые он отождествил с Землёй Санникова.
В том же году Фритьоф Нансен прошёл на своем судне «Фрам» мимо Новосибирских островов и достиг 79 градуса северной широты, но не нашёл никаких следов Земли Санникова. В своём двухтомном описании похода на «Фраме» Нансен записал:

[20 сентября 1893 г.] Мы находились значительно севернее того места, где, по мнению Толля, должен был лежать южный берег Земли Санникова, но примерно на той же долготе. По всей вероятности, эта земля — лишь небольшой остров, и во всяком случае она не может заходить далеко к северу.

В сентябре 1902 года в ходе Русской полярной экспедиции на шхуне «Заря», одной из целей которой был поиск Земли Санникова, группа Эдуарда Толля пропала без вести.

### Советские исследования
В СССР интерес к поискам неизвестной земли возродил известный учёный-геолог и палеонтолог, академик В. А. Обручев в научно-фантастическом романе «Земля Санникова» (1926).
В 1937 году советский ледокол «Садко» во время своего дрейфа прошёл возле предполагаемого острова и с юга, и с востока, и с севера, — но ничего, кроме океанских льдов, не обнаружил.
По просьбе В. А. Обручева в тот же район были посланы самолёты арктической авиации. Однако, несмотря на все усилия, и эти поиски дали отрицательный результат: было установлено, что Земли Санникова не существует.

## Разгадка
По мнению ряда исследователей, Земля Санникова, как и многие арктические острова, в том числе и большая часть Новосибирских, была сложена не из скал, а из ископаемого льда (вечной мерзлоты), поверх которого был нанесён слой грунта. Со временем лёд растаял, и Земля Санникова исчезла подобно некоторым другим островам, сложенным ископаемым льдом — Меркурию, Диомида, Васильевскому и Семёновскому. Исследователями была обнаружена[когда?] только подводная банка, которую назвали банкой Санникова.
Позже была раскрыта и тайна перелётных птиц, которые весной улетают дальше на север, а осенью возвращаются с потомством. Орнитологи установили, что пути сезонной миграции полярных гусей и других перелётных птиц до берегов Северной Америки и островов Канадского архипелага из Сибири проходят над приполярными районами Арктики.

## Земля Санникова в искусстве
- 1926 — «Земля Санникова» — научно-фантастический роман В. А. Обручева.
- 1973 — «Земля Санникова» — художественный фильм режиссёров А. С. Мкртчяна и Л. С. Попова по мотивам книги В. А. Обручева.
- 1952 — «Архипелаг исчезающих островов» — приключенческая повесть Л. Д. Платова.
- 2019 — «Формула преступления» — исторический детективный сериал телекомпании «Мостелефильм Дистрибьюшн». Серии 31-32, «Земля Санникова» (часть 1 и часть 2).